# Fabrice Brégier
Fabrice Brégier est un dirigeant d'entreprise français et président de Scor depuis juin 2023. Il a été directeur exécutif d'Airbus, remplaçant Thomas Enders et président exécutif du groupe EADS, jusqu'en février 2018, puis président de Palantir France. En juin 2023, il est élu président du conseil d'administration du groupe Scor.

## Formation
Né le 16 juillet 1961 à Dijon (Côte-d'Or), Fabrice Brégier est le fils d'un professeur de physique à la faculté et d'une mère au foyer ; l'un de ses grands-pères était ouvrier. Il effectue des classes préparatoires maths sup/maths spé au lycée Carnot (Dijon). Il est ingénieur diplômé de l'École polytechnique (promotion 1980) et de l'École des Mines de Paris.

## Parcours professionnel
Fabrice Brégier a commencé sa carrière dans l’industrie en tant qu'ingénieur du corps des mines : ingénieur d'essais à la centrale nucléaire de Creys-Malville en 1983, puis comme responsable commercial chez Pechiney au Japon dès 1984.
En 1986, il rejoint la DRIRE d'Alsace, avant d'être nommé directeur des affaires économiques et financières au ministère de l'Agriculture. Un an plus tard, il est nommé conseiller technique au cabinet du ministre du Commerce extérieur Jean-Marie Rausch, puis conseiller technique au cabinet du ministre des Postes et Télécommunications. 

### MBDA
En 1993, il rejoint le groupe Matra Défense en tant que directeur de plusieurs programmes. Au début de l'année 1998, Fabrice Brégier est nommé président directeur général du groupe Matra British Aerospace Dynamics, dont il assure notamment le regroupement international (français, britannique et italien), entre Aerospatiale Matra, British Aerospace et Finmeccanica, pour en faire le constructeur de missiles leader en Europe dès 2001. Il est alors président directeur général (CEO) du groupe MBDA.

### Eurocopter
En 2003, Fabrice Brégier accède à la présidence du groupe Eurocopter, où il succède à Jean-François Bigay. Il devient également membre du comité exécutif du groupe EADS en juin 2005. Il est radié du corps des mines en avril 2003 sur sa demande.
Entre 2003 et 2006, la position du groupe Eurocopter n'a cessé de se renforcer, tant sur le marché civil et paracivil, dont il est le leader, que sur le marché militaire. Le chiffre d'affaires du groupe est passé de 2,6 à 3,8 milliards d'euros sur cette période, et devrait atteindre les 4 milliards d'euros en 2007[réf. nécessaire].

### Airbus
En octobre 2006, alors que le groupe EADS effectue une réorganisation d'Airbus, à la suite des difficultés du programme A380, Fabrice Brégier est nommé directeur général délégué (COO) d'Airbus.
Aux côtés de Louis Gallois, qui cumule les fonctions de coprésident exécutif français d'EADS et de président exécutif (CEO) d'Airbus, Fabrice Brégier est alors chargé de conduire le programme de réorganisation Power 8. Les objectifs de ce programme sont notamment une réduction des coûts, une économie de trésorerie et un développement plus rapide des programmes[réf. nécessaire].
En juillet 2007, le nouvel organigramme d'EADS, issu de la réforme de la gouvernance bicéphale du groupe européen, confirme Fabrice Brégier dans ses fonctions de directeur général (COO) d'Airbus. Dès le 27 août 2007, il formera le bureau de la présidence d'Airbus avec Thomas Enders. Ce dernier, précédemment coprésident exécutif allemand d'EADS, devient président exécutif (CEO) d'Airbus ; alors que Louis Gallois devient l'unique président exécutif (CEO) d'EADS[réf. nécessaire].
Il devient CEO d'Airbus le 1er juin 2012, remplaçant Thomas Enders, qui succède à Louis Gallois à la tête d'EADS.
En conflit avec Tom Enders, Fabrice Brégier démissionne. Il quitte sa fonction de CEO d'Airbus en février 2018, remplacé par Guillaume Faury.

### Palantir Technologies

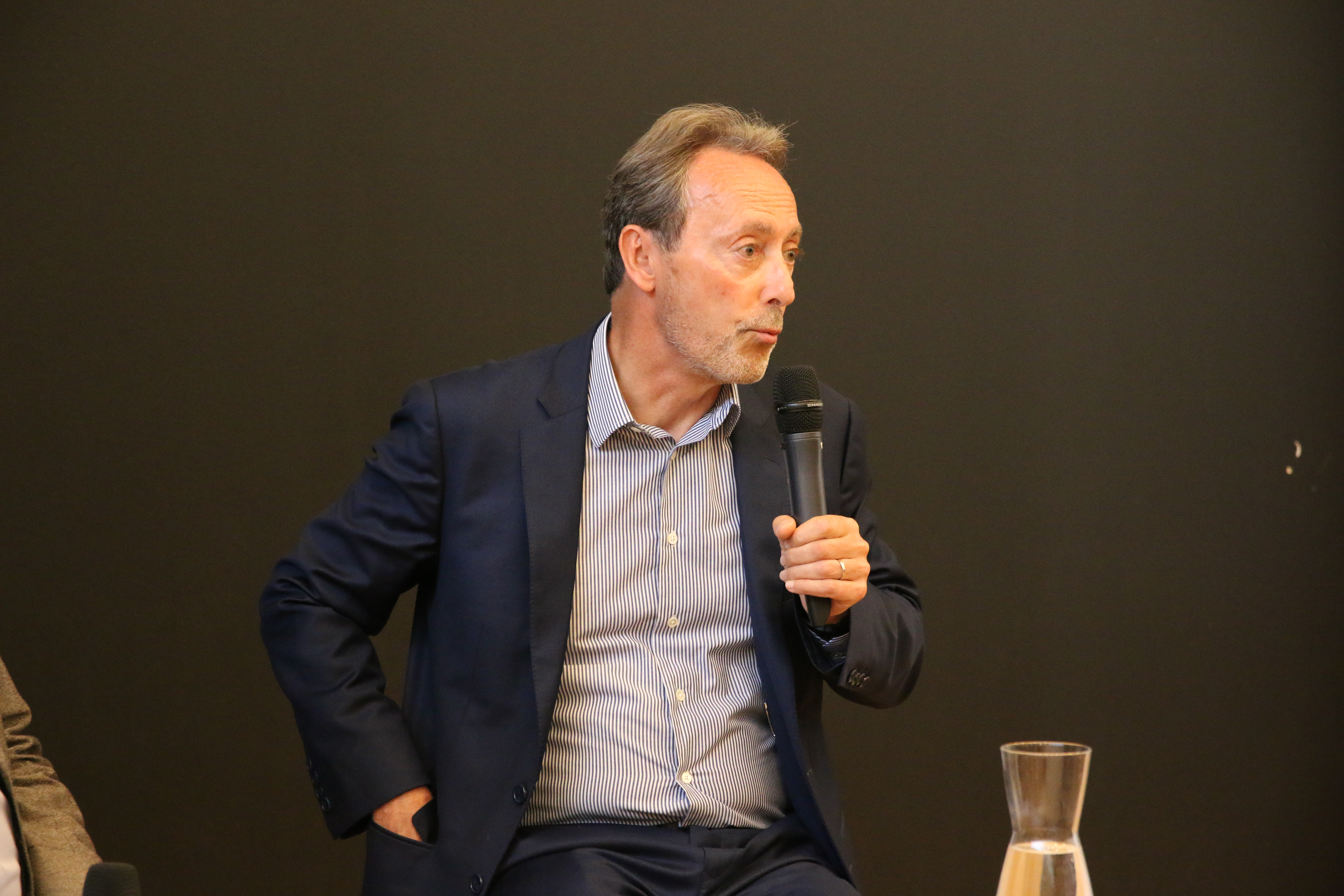
Fabrice Brégier s'exprime lors d'un webinaire à l'ESTIA en juin 2025

En septembre 2018, Fabrice Brégier est nommé président de Palantir France,.

### Scor
Administrateur du groupe de réassurance depuis 2019, Fabrice Brégier est nommé président du conseil d'administration le 25 juin 2023.

## Distinctions
- Chevalier de la Légion d'honneur [9].
- Prix Icare 2016 de l'Association des journalistes professionnels de l'aéronautique et de l'espace (AJPAE)[10].

## Affaire EADS
Soupçonné un temps de délit d’initié par l’Autorité des marchés financiers (AMF) au début de son enquête, Fabrice Brégier a été mis hors de cause par celle-ci et n’a fait l’objet d’aucune mise en examen par la Justice, comme le précice le journal Le Monde (2009) : 
« Dans une décision rendue publique jeudi 17 décembre au soir, l'Autorité des marchés financiers (AMF) a mis "hors de cause" les dix-sept protagonistes dans l'affaire des délits d'initiés d'EADS ainsi que les trois sociétés concernées : EADS, Daimler et Lagardère. Noël Forgeard, ancien président d'EADS et principale personne visée dans cette affaire, a ainsi été blanchi. [...] »